# Dědičnost znaků a pohlaví
Existence pohlavnosti a pohlavních chromozómů může za určitých okolností výrazně zasáhnout do zákonitostí formulovaných v Mendelových zákonech dědičnosti. Jde o ty případy, kdy jsou geny kódující tyto znaky umístěny na pohlavních chromozómech, nebo kdy projev těchto genů závisí na sestavě pohlavních chromozómů.

## Znaky vázané na pohlaví
Geny kódující tyto znaky se nacházejí na gonozómech (pohlavních chromozómech). V následujících příkladech bude deformace dědičnosti těchto znaků demonstrována na tzv. savčím typu určení pohlaví (samec XY, samice XX), u ptačího typu platí tatáž pravidla, ale prohozena mezi pohlavími (samec ZZ, samice ZW).

### Znaky úplně vázané na pohlaví
Geny kódující tyto znaky se vyskytují na nehomologní části pohlavních chromozómů. To znamená, že gen se vyskytuje buďto jen na chromozómu X nebo na chromozómu Y. Tento fakt deformuje dědičnost alel s ohledem na pohlaví.

#### X chromozóm
Je-li gen uložen na X chromozómu, znamená to, že žena bude mít gen ve dvou alelách, muž jen v jedné. Dále to znamená, že žádný syn nemůže zdědit alelu uloženou na otcově genu X, naopak ji zdědí každá dcera, spolu s jednou z alel od matky. Syn dostane jednu z alel genu, které jsou přítomny u matky. Tento fakt je velice důležitý v případě hemofilie (nedostatek srážlivosti krve), neboť způsobuje, že ženy jí prakticky neonemocní a bývají pouze přenašečky – heterozygoti (musely by získat vadné alely od obou rodičů, což je nepravděpodobné jak pro nízký výskyt vadné alely, tak pro to, že je nepravděpodobné, že by se nemocný muž dožil příležitosti předat svou vadnou alelu dál), nemoc je vyhrazena pro syny přenašeček, kteří mají tu smůlu, že dostanou od matky špatnou alelu.

#### Y chromozóm
Je-li gen uložen na Y chromozómu, znamená to, že znak je vyhrazen pouze mužům a dědí se z otce na syna. Vzhledem k velikosti chromozómu Y je těchto znaků dost málo (vlastně se u člověka ví jistě o jednom a v podezření je jen pár dalších, veskrze se netýkajících důležitých věcí).

### Znaky neúplně vázané na pohlaví
Geny jsou uloženy na homologní části chromozómu X a Y. Znamená to, že se vyskytují ve dvou alelách u obou pohlaví, jejich přenos do dalších generací je ovšem deformován s ohledem na pohlaví. Dívčí potomci dostanou jednu z matčiných alel chromozómů X a otcovu alelu z chromozómu X, mužští potomci dostanou jednu z matčiných alel chromozómů X a alelu z otcova chromozómu Y (to znamená, že jednotlivá pohlaví nemají na výběr, kterou z otcových alel dostanou). Určitou deformaci tohoto vzorce může způsobit crossing-over, pokud mezi homologními částmi pohlavních chromozómů u daného druhu probíhá, pak zde jistý výběr může být i u alel z otcovy strany, obvykle však nebývá 1:1 – synové mají většinou zřetelně větší šanci na alelu z otcova chromozómu Y a dcery na alelu z otcova chromozómu X.

## Znaky pohlavím ovládané
Geny kódující tyto znaky jsou umístěny na autozómech (vyskytují se tedy ve dvou alelách a pro přenos jejich alel do dalších generací platí Mendelovy zákony), ale projevují se pouze u jednoho pohlaví. Typickým příkladem může být hypotetický gen určující barvu či tloušťku vaječné skořápky nebo ovlivňující nosnost slepic. Alely těchto genů se budou vyskytovat u obou pohlaví, ale u kohouta se moc neuplatní.

## Znaky pohlavím ovlivněné
Geny kódující tyto znaky jsou umístěny na autozómech (vyskytují se tedy ve dvou alelách a pro přenos alel do dalších generací platí Mendelovy zákony) a pohlaví (tj. sestava pohlavních chromozómů, tj. zpravidla hormonální prostředí organismu) určuje, jaký bude projev heterozygota, tj. ovlivňuje interakce mezi alelami. Typickým příkladem u člověka je tzv. gen pro plešatost. U mužů se alela kódující plešatost (P) projevuje jako dominantní (tj. předčasná plešatost postihne jak homozygota pro plešatost (PP), tak i heterozygota (Pp), unikne pouze homozygot s alelami pro normální růst vlasů (pp). U žen se však projevuje vztah alely pro plešatost a normální alely jako kodominance s převahou normální alely. Jestliže projevy PP a pp jsou stejné jako u mužů (předčasná plešatost a normální vlasy), u heterozygotů dochází u žen pouze k relativně mírnému prořídnutí vlasů.
Geny kódující sexuální orientaci nejsou a jde spíše o vliv prostředí.